# The Quiet
Pour plus de détails, voir Fiche technique et Distribution.
The Quiet est un film américain réalisé par Jamie Babbit, sorti en 2005.

## Synopsis
Dot, jeune adolescente orpheline sourde, se rend chez son parrain Paul Deer qui vit avec sa femme Olivia et sa fille Nina. Mais elle découvre très rapidement que les liens entre Nina et son père sont bien plus que familiaux. Elle les surprend alors qu'ils s'embrassent. Essayant d'en savoir plus et tentant de se faire à sa nouvelle vie au lycée, Dot apprend par Nina que cette dernière projette de tuer son père le soir du bal de fin d'année à minuit. Elle fait alors la connaissance de Connor, un joueur de l'équipe de basketball qui semble s'intéresser de très près à son handicap. Il se rapproche d'elle et se livre plus facilement, considérant qu'une jeune fille sourde qui peut l'écouter sans répondre, est à même de l'aider dans les méandres de ses peurs et blocages. Nina, qui n'appréciait pas l'intrusion de Dot dans sa famille, finit par la considérer comme une confidente et une amie, et peu à peu un lien s'installe entre elles qui fait que Dot s'inquiète de la relation difficile de Nina et de son père. Le soir du bal, les choses ne se passent pas comme prévu… Dot ne supporte pas un accès de colère du père de Nina et intervient violemment tandis qu'elle découvre que, malgré les apparences, les secrets peuvent être aussi durs à révéler qu'à garder. Elles décideront ensemble de cacher la vérité sur cette scène tandis que la mère de Nina, finira par sortir de sa léthargie et prendra la responsabilité des évènements pour se faire pardonner auprès de sa fille de son refus de l'aider pendant de longues années.

## Fiche technique
- Réalisation : Jamie Babbit
- Scénario : Abdi Nazemian, Micah Schraft
- Genre : Drame
- Pays :  États-Unis
- Date de sortie : 1er septembre 2006
- Durée : 96 minutes

## Distribution
- Elisha Cuthbert : Nina Deer
- Camilla Belle (VF : Chantal Macé) : Dot
- Edie Falco : Olivia Deer
- Martin Donovan (VF : Guillaume Orsat) : Paul Deer
- Shawn Ashmore (VF : Patrick Mancini) : Connor
- Katy Mixon : Michelle Fell
- David Gallagher : Brian
- Shannon Woodward : Fiona
- Maria Cash : Mme Feltswatter
- Jo Baker : Myrna
- Steve Uzzell : M. Piln
- Ken Thomas : Officier Jim
- Rudy Costa : Officier de police
- Myrna Cabello : Waitress
- Diane Quest : Newscaster #1